# Kalinov
Kalinov és un poble i municipi d'Eslovàquia. Es troba a la regió de Prešov, al nord del país.

## Història
La primera referència escrita de la vila data del 1595.

## Demografia
| Godina             | 1994 | 2004    | 2014    | 2024    |
| ------------------ | ---- | ------- | ------- | ------- |
| Nombre de persones | 367  | 304     | 273     | 243     |
| Diferència         |      | −17,16% | −10,19% | −10,98% |

| Godina             | 2023 | 2024 |
| ------------------ | ---- | ---- |
| Nombre de persones | 243  | 243  |
| Diferència         |      | +0%  |